# Pelanechinus
Pelanechinus is een geslacht van uitgestorven zee-egels uit de familie Pelanechinidae en de orde Echinothurioida.				

## Soorten
- Pelanechinus corallina † (Wright, 1858) - bekend uit het Oxfordien en Laat-Jura van Engeland. De typesoort.
- Pelanechinus oolithicum † (Hess, 1972) - bekend uit het Bajocien en Midden-Jura van Zwitserland. Het werd oorspronkelijk beschreven als Pelanodiadema oolithicum Hess, 1972 (Pelanodiademinae Hess, 1972), maar Pelanodiadema wordt nu beschouwd als een synoniem van Pelanechinus.
- Pelanechinus triceps † Quenstedt 1858 - bekend uit het Juragebergte. Het werd oorspronkelijk beschreven als Leptocidaris triceps maar het geslacht Leptocidaris wordt nu beschouwd als een jonger synoniem van Pelanechinus.

### Pelanechinus corallina
Pelanechinus corallina is de typesoort van het geslacht en werd oorspronkelijk beschreven uit Yorkshire, Engeland op basis van een enkel fossiel exemplaar waarin alleen het orale deel van de harde schaal bewaard was gebleven. Leden van de Echinothurioida, waaronder Pelanechinus, hebben flexibele schaalplaten. Bij Pelanechinus corallina zijn de platen samengesmolten in groepen van drie met een centrale grote plaat en twee halve platen aan weerszijden. De groepen platen overlappen elkaar zoals dakpannen dat doen. Op elke tweede of derde centrale plaat zit een grote knobbel. Een ander onvolledig exemplaar dat later werd gevonden in de koraalkalksteen in Calne, Engeland, had een harde schaal met een diameter van 85 millimeter en was enigszins dorso-ventraal afgeplat. Dat exemplaar was goed bewaard gebleven met een enkel ambulacraal gebied en het grootste deel van twee interambulacrale gebieden aanwezig. De monddelen en tanden waren duidelijk met kleine overlappende platen rond de bek en het peristomale gebied.

### Pelanechinus oolithicum
Pelanechinus oolithicum is bekend uit Schinznach, Zwitserland waar goed bewaard gebleven fossielen zijn gevonden. De platen zijn op dezelfde manier vergroeid in groepen van drie in het ambulacrale gebied, maar er zijn drie tuberkels op de set, waarvan de middelste de grootste is. De poreuze paren komen in groepen van drie voor. De interambulacrale gebieden zijn ongeveer drie keer zo breed als de ambulacrale gebieden en hebben één geperforeerde primaire en meerdere secundaire tuberkels op elke plaat. De stekels zijn slank en gevuld met sponsachtig materiaal.

### Pelanechinus triceps
Pelanechinus triceps is bekend uit het Jura. Het type-exemplaar heeft een diameter van 34 millimeter en een hoogte van 17,5 millimeter. De primaire tuberkels zijn geperforeerd en glad.